# Dòlar de les illes Cook
El dòlar de les illes Cook (en anglès Cook Islands dollar o, simplement, dollar) és la unitat monetària de l'estat de les illes Cook, lliurement associat amb Nova Zelanda. Malgrat tot, el dòlar de les illes Cook no és, legalment parlant, una unitat monetària independent, sinó que de fet es tracta només d'una emissió especial de dòlars neozelandesos, que també circulen a les illes.
Com que el dòlar de les illes Cook no és una moneda independent, no té un codi ISO 4217 específic. Per tant, comparteix el codi estàndard internacional de les monedes neozelandeses, NZD. Normalment s'abreuja $, com la resta de dòlars. Es divideix en 100 cèntims (cents), tot i que algunes monedes de 50 cèntims porten la inscripció «50 tene».
Les primeres monedes van començar a circular el 1972, mentre que els bitllets no es van emetre fins al 1987. Actualment en circulen monedes de 10, 20 i 50 cents i d'1, 2 i 5 dòlars, i bitllets de 3, 10, 20 i 50 dòlars.

## Taxes de canvi
- 1 EUR = 1,91343 NZD (3 de gener del 2008)
- 1 USD = 1,29744 NZD (3 de gener del 2008)

La taxa de canvi és la mateixa que la del dòlar neozelandès, la moneda de valor legal a les illes Cook.